# Paradella dianae
Paradella dianae är en kräftdjursart som först beskrevs av Menzies1962.  Paradella dianae ingår i släktet Paradella och familjen klotkräftor. Inga underarter finns listade i Catalogue of Life.